# Convulsió

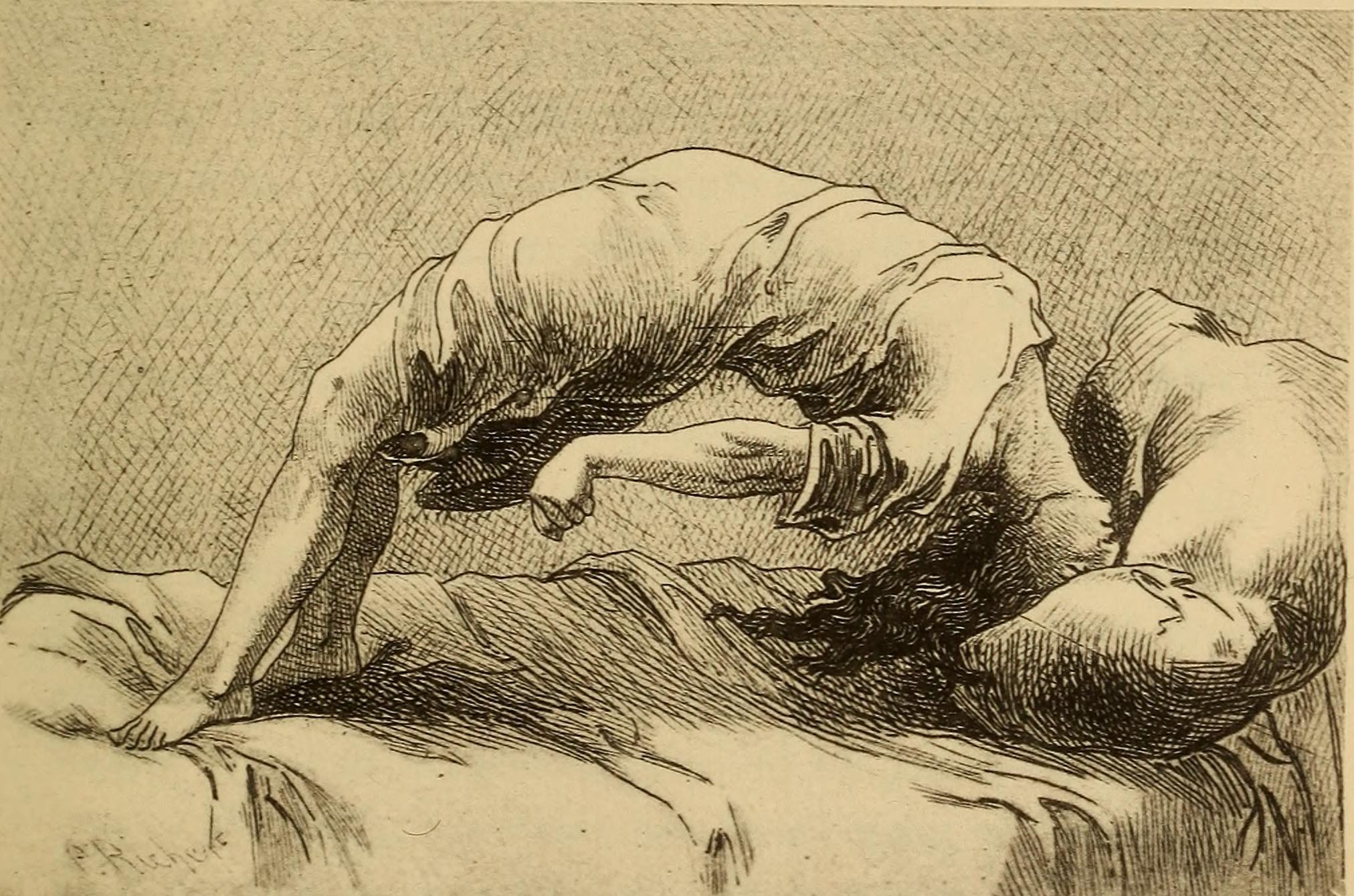
Dibuix d'una dona convulsionant sobre un llit.

Una convulsió és la contracció violenta i involuntària d'un o més músculs d'un o més membres del cos. Les convulsió s es classifiquen segons la durada de les contraccions: les convulsions tòniques, en les quals la contracció muscular és perllongada; i les convulsions clòniques, en les quals es tracta de sacsejades musculars de curta durada (mioclònies).
Les convulsions són la traducció d'un sofriment dels centres nerviosos de l'encèfal o de la medul·la espinal. S'observen normalment en l'epilèpsia (convulsions epilèptiques) i en l'encefalopatia tòxica o metabòlica. També poden aparèixer en la síndrome neurolèptica maligna, la síncope convulsiva, després d'una anòxia cerebral transitòria o d'un cop de calor i com a conseqüència d'una intoxicació per mercuri, plata o plom, per exemple. Les crisis convulsives poden també no tenir cap causa orgànica i estar inscrites en les manifestacions d'histèria, com en el cas de les penitents de la secta jansenista de l'església de Sant Medard de París.